# Herminio Almendros
Herminio Almendros Ibáñez, (Almansa, Albacete, 9 d'octubre de 1898 – L'Havana, Cuba, 13 d'octubre de 1974), fou un pedagog i escriptor. Un dels principals introductors de la pedagogia Freinet.

## L'etapa espanyola i catalana
Fill únic d'una modesta família inicià, el 1914, els seus estudis a l'Escola Normal de Magisteri d'Alacant. Després de fer de mestre uns anys, el 1921 es trallada a Madrid per perfeccionar estudis a l'Escuela Superior del Magisterio. Allà entrà en contacte amb Manuel Bartolomé Cossio i amb les propostes educatives de la Institución Libre de Enseñanza (ILE). En graduar-se dirigí, entre 1926 i 1928 un centre de formació per a futurs agricultors que la Fundación Sierra Pambley, vinculada a ILE, tenia a Villablino (Lleó) que el posà en contacte amb l'escola rural, la qual esdevindrà una de les preocupacions pedagògiques. Allà va anar, ja casat, María Cuyás Ponsa.
El 1928, esdevé inspector de primer ensenyament a Lleida per passar a Osca a finals de 1931 on participa a la “Misiones Pedagògicas” a la Vall d'Aran. Finalment és destinat a Barcelona el 1933, com la seva esposa també inspectora, on esdevindrà inspector en cap.
A partir de l'amistat amb Jesús Sanz, actiu professor de la Normal lleidatana, coneix el mètode i la pedagogia Freinet i esdevé un dels seus més destacats impulsors a casa nostra. El 1932 publica La imprenta en la escuela, primer llibre sobre aquesta tècnica de Freinet imprès en llengua no francesa.
El 1930, amb altres inspectors i mestres funden la Cooperativa Espanyola de la Impremta a l'Escola des la que difonen les tècniques Freinet i que tindran en la revista Colaboración el seu portaveu. Així mateix escriu treballs sobre la metodologia del pedagog francès i sobre l'escola rural a la Revista de Pedagogia que dirigeix Lorenzo Luzuriaga. Tot defensant la renovació de l'escola rural com a agent de cultura i d'educació social. També creu que aquesta escola rural és un lloc molt adequat per desenvolupar-hi les propostes educatives de Célestin Freinet. Així Almendros és al darrere d'unes quantes experiències en aquest sentit com ara el suport al grup Batec.
De Barcelona estant, es vincula amb l'ampli moviment de renovació pedagògica que viu el país. És professor del Seminari de Pedagogia de la Universitat Autònoma de Barcelona que dirigeix Joaquim Xirau, també col·labora amb l'Escola Normal de la Generalitat. Assessora l'Ajuntament barceloní sobre el pla de noves construccions escolars. Des de la inspecció es dedica a difondre activament les propostes de l'Escola Nova entre el magisteri i la societat. Durant la Guerra Civil participa en el Consell de l'Escola Nova Unificada (CENU) especialment pel que fa a la definició i organització de l'escola rural.

## L'exili i l'etapa a Cuba
El 1939, amb el triomf del franquisme, emprèn el camí de l'exili a França on és acollit a Vença (Vence) per la família Freinet. A instàncies i l'ajut del seu amic Alejando Casona marxa a Cuba on viurà i desenvoluparà la seva activitat educativa fins a la mort. Deixa la seva família a Barcelona, que no es reunificarà fins al 1949. La seva esposa Maria Cuyàs fou desterrada a Huelva per la depuració i repressió petada a terme entre el magisteri pels vencedors de la guerra civil.
Codirigí la revista per a infants Ronda (1941-1942). També participà com a professor a l'entitat feminista Lyceum. El 1943 participa a la primera Reunión de Profesores Universitarios Españoles Emigrados, que se celebrà a la Universidad de La Habana.
En no ser-li convalidats els seus títols i mèrits professionals, cursa de nou estudis a la Universidad de Oriente de Santiago on es doctorà, el 1952, amb una tesi sobre la inspecció escolar.
Ingressa com assessor de la inspecció al Ministeri d'Educació cubà. Fou professor de Pedagogia a l'esmentada Universidad de Oriente i, temps després, en noment director de l' Escuela de Educación. Càrrecs als que renuncià, el 1956, víctima de la repressió de la dictadura de Fulgencio Batista. Però es contractat per la UNESCO com a professor de l'Escuela Internacional de la Organización de Estados Americanos situada a Veneçuela. Retornà a Cuba poc abans del triomf de la revolució encapçalada per Fidel Castro.
El nou règim polític l'incorpora, el 1959, a la gran campanya d'alfabetització que emprèn i és nomenat director general d' Alfabetització Rural.
El 1960 assumeix la direcció de la Ciudad Escolar Camilo Cienfuegos, de Oriente. Dos anys més tard li es encomanada la direcció l'Editorial Juvenil de l'Editorial Nacional de Cuba. La seva experiència educativa a Cuba, des d'un visió valorativa, és recollida l'any 1963 a la seva obra La Escuela Moderna: ¿reacción o progreso? que no serà publicada fins al 1985.
D'ençà de 1970 presidí la Comisión de Español de la Dirección General de Formación del Personal Docente fins a la seva mort.

## Educació i literatura infantil
La tasca d'educador d'Herminio Almendros, a més del camp escolar, trobà en la literatura infantil un canal de positiva eficàcia educativa sobre la infància. A més de ser un útil instrument d'aprenentatge de la llengua, els valors i vivències que transmeten les lectures i narracions ajuden a conformar les pautes de conducta de la mainada. Així la seva tasca d'Almendros com a renovador de la pedagogia va estretament unida a la d'escriptor per a infants. Aquest vessant que lligava educació i literatura per a joves tingué la seva etapa més fructífera durant els anys que dirigí l'Editorial Juvenil del govern cubà.
Creà llibres per infants i per a l'escola esdevinguts referència des de Pueblos y leyendas, publicat el 1929 per Seix i Barral fins al Nuestro Martí publicat a Cuba el 1965.

## Obres
- Pueblos y leyendas, Barcelona, Seix Barral, 1929.

- La imprenta en la escuela. La técnica Freinet, Madrid: Publicaciones de la Revista de Pedagogía, 1932
- La escritura “Scrip”, L' Havana: Selecta, 1945
- Oros viejos. Libro de lectura para los grados superiores de la escuela primaria, L'Havana: Cultural, 1949.
- La idea de la matemática universal en la obra de Descartes, L' Havana: Neptuno, 1950.
- La inspección escolar, Santiago de Cuba: Universidad de Oriente, 1952.
- Lecturas ejemplares.Aventuras, realidades y fantasías, L' Havana: Cultural, 1955.
- A propósito de la Edad de Oro de José Martí. Notas sobre literatura infantil, Santiago de Cuba: Universidad de Oriente, 1956.
- Carta a un maestro de una escuela rural, L'Havana: Ministerio de Educación, 1960.
- Cuentos de animales, L'Havana: Editorial Juvenil, 1963.
- Nuestro Martí, L'Havana: Editorial Juvenil, 1965;
- Pasteur y Finlay, L'Havana; Editorial Juvenil, 1965.
- Fiesta Lecturas para niños, Barcelona: Teide, 1967.
- Martí, México: Oasis, 1969.
- La escuela moderna: ¿reacción o progreso?, L' Havana: Instituto Cubano del Libro, 1985